# Ga Shin-Kurashiki
Shin-Kurashiki Station (新倉敷駅 Shin-Kurashiki-eki, lit. "Ga Kurashiki mới") là một ga đường sắt ở Kurashiki, Okayama, Nhật Bản, do JR West vận hành.

## Các tuyến
Ga Shin-Kurashiki phục vụ các tàu của tuyến Sanyo Shinkansen và tuyến địa phương Sanyo.

## Các ga lân cận
| «                | «                | Dịch vụ          | »                | »                |
| Sanyo Shinkansen | Sanyo Shinkansen | Sanyo Shinkansen | Sanyo Shinkansen | Sanyo Shinkansen |
| ---------------- | ---------------- | ---------------- | ---------------- | ---------------- |
| Okayama          |                  | Kodama           |                  | Fukuyama         |
| Sanyo Main Line  |                  |                  |                  |                  |
| Kurashiki        |                  | Rapid Sun Liner  |                  | Konkō            |
| Nishiachi        |                  | Local            |                  | Konkō            |